# Isotomodes quadrisetosus
Isotomodes quadrisetosus är en urinsektsart som beskrevs av da Gama 1963. Isotomodes quadrisetosus ingår i släktet Isotomodes och familjen Isotomidae. Inga underarter finns listade i Catalogue of Life.